# أندي أوجيد
أندي أوجيد (بالإنجليزية: Andy Ogide) مواليد 1 أكتوبر 1987 في تالاهاسي، هو لاعب كرة سلة نيجيري. بدأ مسيرته الاحترافية في سنة 2011. يلعب في دوري كرة السلة الياباني للمحترفين. يحمل الرقم 32. يبلغ طوله 6 قدم 8 بوصة (2.0 م). مثّل منتخب بلاده. شارك في دورة الألعاب الأولمبية الصيفية سنة 2016. حقق المركز الأول في بطولة أمم أفريقيا لكرة السلة 2015.

## المسيرة الاحترافية
لعب مع نادي بريوغان لكرة السلة في الدوري الإسباني في موسم 2011–2012، ثم لعب مع سان سباستيان غيبوثكوا بي سي في سنة 2012، ثم لعب مع نادي أورينسي لكرة السلة في الدوري الإسباني في موسم 2012–2013، ثم لعب مع بواتييه باسكت 86 في موسم 2014–2015.

## الميداليات
| الميدالية | المسابقة                          |
| --------- | --------------------------------- |
| ذهبية     | بطولة أمم أفريقيا لكرة السلة 2015 |

## روابط خارجية
- أندي أوجيد على موقع الاتحاد الدولي لكرة السلة (الإنجليزية)
- أندي أوجيد على موقع دوري كرة السلة الياباني للمحترفين (اليابانية)
- أندي أوجيد على موقع الدوري الإسباني لكرة السلة (الإسبانية)
- أندي أوجيد على موقع كرة السلة الأوروبية.كوم (الإنجليزية)
- أندي أوجيد على موقع كلية كرة السلة في سبورتس رفرنس.كوم (الإنجليزية)
- أندي أوجيد على موقع ريلجم (الإنجليزية)
- أندي أوجيد على موقع بروبوليرز (الإنجليزية)
- أندي أوجيد على موقع سبورتس رفرنس (الإنجليزية)
- أندي أوجيد على موقع أوليمبيديا (الإنجليزية)